# Leonardo Ulrich Steiner
Leonardo Ulrich Steiner (n. 6 noiembrie 1950, Forquilhinha, Santa Catarina, Brazilia) este un călugăr franciscan, arhiepiscop de Manaus și cardinal.
În anul 2005 i-a succedat în funcție episcopului Pedro Casaldáliga.